# 이갑상
이갑상(李甲相, 1924년 3월 16일 ~ 2017년 1월 29일)은 한국의 독립운동가이다.

## 생애
대구 출신으로 1944년 9월 징병1기생으로 일본군에 징집되어 중국전선에 투입되었다가 1945년 2월에 일본군을 탈출하여 중국 구강지구 중국군 제17사단에서 중앙군과의 합동작전에 참가하면서 항일운동을 벌였다. 1945년 3월 30일에 한국 광복군을 찾아가던 중 중국 무호현에서 일본 헌병에게 체포되어 같은 해 4월 28일에 일본군 제7330부대 임시군법회의에서 분적당여죄로 징역 10년형을 판결받고 마포형무소에서 8.15 광복까지 수감하였다. 1977년 대한민국 정부로부터 대통령표창을 수여받았다.